# Боборыкин, Роман Фёдорович
Роман Фёдорович Боборыкин, иногда ошибочно Бабарыкин (ок. 1609/1610 — 1682) — русский государственный деятель XVII века: воевода, окольничий, член Боярской думы, основатель города Тамбова, сын воеводы Фёдора Васильевича Боборыкина. Состоял в родстве с родом бояр Романовых. Общий предок XIV века, от которого берут начало династии Романовых и Боборыкиных: Андрей Иванович Кобыла — боярин великого князя Симеона Гордого.

## Биография
В 1627-1658 годах в Боярской книге упоминается стольником. В 1625, 1628 и 1630 годах в звании стольника упоминается среди участвовавших в приеме иностранных посольств в Москве. Воевода в Шацке в 1631 году. В 1633—1634 годах снова при царском дворе. В 1635 году возглавлял сотню стольников, носил питьё царю. В том же году с Боборыкиным, как с «человеком молодым», безуспешно местничался (претендовал на его должность) князь Пётр Волконский. В 1636 году Боборыкин был послан строить Тамбов на новой оборонительной линии, оставался здесь воеводой в 1637 и 1638 годах до завершения строительства. В 1639 году Роман Боборыкин дневал в январе при гробе царевича Ивана Михайловича, а в апреле — при гробе царевича Василия Михайловича. Воевода в 1644 году на Яблоновой. С января 1647 года назначен воеводой в Козлов. Обустроил город, однако его крутой нрав породил недовольство населения. Горожане жаловались на воеводу после смерти одного из стрельцов, наказанного Боборыкиным. Воевода был вынужден выплатить штраф в 50 рублей в пользу семьи погибшего. Во время бунта летом 1648 года «покиня жену свою и дети», но, сохранив казну и документы, бежал из Козлова в Ряжск. Сопровождал царя Алексея Михайловича в поездках в 1648—1649 годах. В 1655 году Боборыкин стал воеводой в городке Белый Смоленского уезда. Отозван оттуда в ноябре 1655 года, а в 1656 году назначен воеводой в отвоёванном у поляков городе Кукейносе. В 1653 году послан на Коломну и Каширу для осмотра дворян, детей боярских, новиков и недорослей. Известно ещё, что Роман Боборыкин прислал в Тверь, на раку святого князя Михаила, богатую шитую плащаницу.

## Конфликт с патриархомНиконом
Отец Романа Фёдоровича в 1621 году приобрёл земли на реке Истре, на которых впоследствии вырос подмосковный город Воскресенск (ныне Истра). Сельцо Кречково (Рычково), деревня Сафатова и две пустоши, ранее принадлежавшие Ю. И. Татищеву, образовали довольно крупную вотчину в 100 четей земли. В 1624 году Роман Боборыкин получил четыре пустоши из поместья Л. А. Плещеева, две из них примыкали к владению, полученному от отца. Постройка храма Воскресения в деревне Сафатовой превратила её в село Воскресенское. В 1646 году Боборыкин приобрёл сельцо Бобырево, ставшее вторым центром вотчины и в будущем преобразованное в село Троицкое. Последним было куплено сельцо Кашино-Ивановское на реке Песочне. Все эти земли, ранее бывшие в запустении, во времена Романа Боборыкина активно обживались, причём стольник ради заселения вотчины прибегал и к противоправным действиям. В 1655 году, во время русско-польской войны, будучи воеводой в городке Белый, Боборыкин принуждал местных посадских людей и крестьян к переселению в его подмосковную вотчину. Около двадцати семей ремесленников он захватил и сослал в свои сёла. Пленные поляки подали несколько жалоб в Москву, было проведено следствие, в результате Боборыкин получил предписание вернуть насильно перемещённых домой. Возможно, Боборыкин не выполнил приказа: известно, что один из переселённых, поляк из Велижа, продолжал жить на землях Боборыкина несколько лет спустя.
Задумав создать под Москвой «русские Палестины», патриарх Никон для строительства нового монастыря приобретал земли в том числе и у стольника Боборыкина. Покупки оформлялись на Валдайский Иверский монастырь: 3 июня 1656 года за село Воскресенское с тремя деревнями Боборыкин получил 2000 рублей, 2 июня 1657 года за село Ивановское-Кашино — 1000 рублей.
Спор о землях между Никоном и Романом Боборыкиным начался в 1661 году, когда опальный патриарх жил в Новом Иерусалиме. Возможно, при подписании купчей, была достигнута устная договорённость о создании женского монастыря рядом с деревянной церковью села Воскресенского и участии в нём стольника. Никон распорядился перенести церковь непосредственно к строящемуся Новоиерусалимскому монастырю, что не понравилось Боборыкину: тот потребовал возвращения сооружений на первоначальное место. После долгих споров Боборыкину вернули лишь иконы из церкви. В свою очередь, Никон обратился к царю с челобитной, что Боборыкин завладел землёй Воскресенского монастыря, она была оставлена без ответа. Никон приказал монастырским крестьянам убрать рожь на спорной земле. После жалобы Боборыкина царю были взяты для допроса монастырские крестьяне. Возмущённый Никон отвечал на это действие дерзким письмом царю. Однако позднее патриарх предложил Боборыкину полюбовную сделку, которая сорвалась, так как стороны расходились в количестве сжатых четвертей. Стольник жаловался в Москву, и летом 1663 года оттуда одна за другой были направлены три комиссии из высокопоставленных чиновников. Никон проклял Боборыкина. После этого в очередной челобитной Боборыкин обвинил Никона в преступлении, каравшемся смертной казнью, — проклятии царской семьи, а Алексей Михайлович «со слезами на глазах жаловался боярам на патриарха». Расследованием занялся князь Никита Одоевский, лучший законник того времени. Несколько человек из монастырской братии было переправлено в Москву для допроса, а само следствие переросло рамки разбирательства земельного спора.
Позднее Боборыкин, настаивая на возвращении своих вотчин, обратился к собору вселенских патриархов, решавшему судьбу Никона. Ответом собора был отказ, так как «он те свои вотчины ему, Никону, продал своею волею, а не насильством у него взял». В 1665 году патриарх Никон простил Боборыкина.

## Последние годы
В 1658, 1663, 1671, 1674, 1675 и 1678—1680 годах Боборыкин, именуясь «стольником» или просто «дворянином», упоминается как участник различных торжеств. В 1668 году упомянут московским дворянином. В 1676-1677 годах походный дворянин царицы Натальи Кирилловны. Из владений на реке Истре у него осталось сельцо Бобырево, в котором в 1674 году был выстроен деревянный храм в честь Живоначальной Троицы Сергиева видения. С появлением церкви Бобырево было переименовано в село Троицкое. В 1681 году Боборыкин упоминается в грамоте царя Фёдора Алексеевича как окольничий. Возможно, это звание дано было ему в связи с выкупом казной вотчины Боборыкина на реке Истре, — она была передана Новоиерусалимскому монастырю в период возобновления строительства в 1679—1685 годах.
Умер в феврале 1682 года, о чём была сделана помета в Боярской книге.
В 1685 году на помин его души был сделал вклад — колокол, на котором была надпись: "7193-го февраля в день дали сей колокол вкладом на Москве за иконным рядом в монастырь Николая Чудотворца большой главе боярин Иван Тимофеевич Кондырев да стольник князь Алексей Иванович Вадбольский в вечное поминовение души окольничего Романа Фёдоровича Боборыкина и жены его Дарьи Михайловны и их сродников и весу в нём 52 пуда 20 фунтов".

## Звания
- Почетный гражданин Тамбовской области. Звание присвоено постановлением Тамбовской областной думы от 23.07.2003 № 554[15].